# Stockholm Hall of Fame
Stockholm Hall of Fame är en permanentutställning och Hall of Fame invigd 2005 i utrikesterminalerna (2 och 5) på Stockholm Arlanda Airport. Utställningen består av över 100 porträtt av personer av betydelse för Stockholm.
Utställningen är ett samarbete mellan Stockholm-Arlanda Airport och Stockholms Näringslivskontor.